# Premijer Liga 2020-2021
La Nogometna Premijer liga Bosne i Hercegovine 2020-2021 (abbreviata in Premijer liga BiH 2020-2021), conosciuta anche come BH Telecom Premijer liga Bosne i Hercegovine 2020-2021 per ragioni di sponsorizzazione, è stata la 21ª edizione del campionato della Bosnia Erzegovina (la 19ª che copre l'intero territorio nazionale), iniziata il 1º agosto 2020 e terminata il 30 maggio 2021. Il Sarajevo era la squadra campione in carica. Il Borac Banja Luka ha conquistato il titolo per la seconda volta nella sua storia, dieci anni dopo l'ultimo trionfo.

## Stagione

### Novità
Il Čelik Zenica e lo Zvijezda 09 sono stati retrocessi al termine della stagione 2019-2020. Al loro posto sono stati promossi il Krupa, vincitore della Prva liga RS 2019-2020 e l'Olimpik Sarajevo, vincitore della Prva liga FBiH 2019-2020.

### Formula
Le squadre partecipanti sono dodici e disputano un girone di andata/ritorno/andata per un totale di 33 partite.

Al termine della competizione, la squadra prima classificata diventerà campione di Bosnia ed Erzegovina e si qualificherà al primo turno di qualificazione della UEFA Champions League 2021-2022. Le squadre classificate al secondo e al terzo posto, insieme alla vincitrice della coppa nazionale, si qualificano al primo turno di qualificazione della UEFA Europa Conference League 2021-2022. Le ultime due squadre classificate retrocedono direttamente in Prva liga FBiH e Prva liga RS (a seconda della locazione).

## Squadre partecipanti
| Squadra           | Città             | Stadio                          | Stagione precedente        |
| ----------------- | ----------------- | ------------------------------- | -------------------------- |
| Borac Banja Luka  | Banja Luka        | Stadio municipale di Banja Luka | 4º posto in Premijer Liga  |
| Krupa             | Krupa, Banja Luka | Gradski Stadion                 | 1º in 1.Liga RS            |
| Mladost D. Kakanj | Doboj, Kakanj     | MGM Farm Arena                  | 10º posto in Premijer Liga |
| Olimpik Sarajevo  | Sarajevo          | Stadion Otoka                   | 1º in 1.Liga FBiH          |
| Radnik Bijeljina  | Bijeljina         | Gradski stadion                 | 6º posto in Premijer Liga  |
| Sarajevo          | Sarajevo          | Stadio Asim Ferhatović Hase     | 1º posto in Premijer Liga  |
| Široki Brijeg     | Široki Brijeg     | Pecara                          | 7º posto in Premijer Liga  |
| Sloboda Tuzla     | Tuzla             | Stadio municipale di Tušanj     | 9º posto in Premijer Liga  |
| Tuzla City        | Simin Han, Tuzla  | Stadio municipale di Tušanj     | 5º posto in Premijer Liga  |
| Velež Mostar      | Mostar            | Stadio Rođeni                   | 8º posto in Premijer Liga  |
| Željezničar       | Sarajevo          | Stadion Grbavica                | 2º posto in Premijer Liga  |
| Zrinjski Mostar   | Mostar            | Stadio pod Bijelim Brijegom     | 3º posto in Premijer Liga  |

## Classifica finale
|                                 | Pos. | Squadra           | Pt | G  | V  | N  | P  | GF | GS | DR  |
| ------------------------------- | ---- | ----------------- | -- | -- | -- | -- | -- | -- | -- | --- |
| Bosnia ed Erzegovina (bandiera) | 1.   | Borac Banja Luka  | 67 | 33 | 21 | 4  | 8  | 59 | 31 | +28 |
|                                 | 2.   | Sarajevo          | 65 | 33 | 18 | 11 | 4  | 53 | 24 | +29 |
|                                 | 3.   | Velež Mostar      | 61 | 33 | 16 | 13 | 4  | 50 | 30 | +20 |
|                                 | 4.   | Široki Brijeg     | 59 | 33 | 17 | 8  | 8  | 47 | 30 | +17 |
|                                 | 5.   | Zrinjski Mostar   | 59 | 33 | 18 | 5  | 10 | 50 | 30 | +20 |
|                                 | 6.   | Tuzla City        | 48 | 33 | 13 | 9  | 11 | 36 | 35 | +1  |
|                                 | 7.   | Željezničar       | 44 | 33 | 12 | 8  | 13 | 50 | 43 | +7  |
|                                 | 8.   | Sloboda Tuzla     | 37 | 33 | 10 | 7  | 16 | 31 | 41 | -10 |
|                                 | 9.   | Mladost D. Kakanj | 30 | 33 | 8  | 6  | 19 | 26 | 57 | -31 |
|                                 | 10.  | Krupa             | 28 | 33 | 7  | 7  | 19 | 26 | 46 | -20 |
|                                 | 11.  | Radnik Bijeljina  | 25 | 33 | 5  | 10 | 18 | 26 | 51 | -25 |
|                                 | 12.  | Olimpik Sarajevo  | 25 | 33 | 7  | 4  | 22 | 22 | 58 | -36 |

Legenda:
      Campione di Bosnia ed Erzegovina e ammessa alla UEFA Champions League 2021-2022
      Ammessa alla UEFA Europa Conference League 2021-2022
      Retrocessa in Prva liga FBH 2021-2022 o Prva liga RS 2021-2022
Regolamento:
Tre punti a vittoria, uno a pareggio, zero a sconfitta.
In caso di arrivo di due o più squadre a pari punti, la graduatoria verrà stilata secondo la classifica avulsa tra le squadre interessate.

## Risultati

### Tabellone
|                   | BoB     | Kru     | Mla     | Oli     | Rad     | Sar     | Šir     | Slo     | Tuz     | Vel     | Žel     | Zri     |
| ----------------- | ------- | ------- | ------- | ------- | ------- | ------- | ------- | ------- | ------- | ------- | ------- | ------- |
| Borac Banja Luka  | ––––    | 3-1 1-0 | 6-0 1-0 | 2-0 3-0 | 2-0     | 2-2     | 1-1 2-1 | 2-0     | 2-0     | 2-0     | 4-3     | 1-0 2-1 |
| Krupa             | 1-3     | ––––    | 0-1 3-0 | 1-0 3-0 | 1-1 1-0 | 0-2     | 1-1     | 2-3 1-0 | 0-1 1-1 | 1-1     | 2-1     | 0-3     |
| Mladost D. Kakanj | 0-2     | 1-0     | ––––    | 1-0     | 3-2 0-0 | 2-2 0-0 | 0-1     | 2-0     | 2-5 2-0 | 1-2     | 0-4 0-1 | 0-1 1-1 |
| Olimpik Sarajevo  | 1-4     | 1-1     | 0-2 0-0 | ––––    | 1-0     | 1-3 0-3 | 1-2     | 2-0     | 3-2 1-1 | 2-1 1-1 | 0-3     | 3-0 0-3 |
| Radnik Bijeljina  | 1-0 1-3 | 1-1     | 3-1     | 4-0 1-0 | ––––    | 0-2     | 1-1 0-2 | 1-1 1-2 | 2-1     | 0-0     | 0-2 1-1 | 0-2     |
| Sarajevo          | 4-2 0-2 | 3-0 1-0 | 5-1     | 2-0     | 2-1 3-0 | ––––    | 2-0 1-0 | 2-1 0-0 | 1-0     | 1-1     | 1-1 3-1 | 0-1     |
| Široki Brijeg     | 3-0     | 1-0 2-2 | 2-1 1-0 | 1-0 3-0 | 5-0     | 1-0     | ––––    | 3-0     | 1-0 0-0 | 2-2 0-2 | 0-1     | 2-1 1-0 |
| Sloboda Tuzla     | 1-0 0-0 | 2-0     | 3-0 1-0 | 2-0     | 1-1     | 2-3     | 3-0 1-1 | ––––    | 0-2     | 1-2     | 0-2 1-0 | 0-0     |
| Tuzla City        | 2-0     | 1-0     | 1-0     | 3-2     | 1-0 2-0 | 0-0 1-1 | 1-1     | 2-1 1-0 | ––––    | 1-3 1-1 | 2-0     | 0-4 1-2 |
| Velež Mostar      | 2-0 1-1 | 2-0 2-1 | 4-0     | 2-0     | 2-1 2-2 | 0-0 1-0 | 2-1     | 3-0 2-0 | 1-1     | ––––    | 1-1 2-2 | 2-0     |
| Željezničar       | 2-1 1-2 | 0-1 3-0 | 0-1 4-4 | 0-1 1-2 | 3-1     | 0-0     | 2-3 1-3 | 2-2     | 1-0 0-0 | 3-0     | ––––    | 1-0     |
| Zrinjski Mostar   | 2-1     | 1-0 3-1 | 2-0     | 1-0     | 0-0 3-0 | 2-3 1-1 | 2-1     | 1-0 3-1 | 1-2     | 3-1 1-1 | 1-2 4-2 | ––––    |

## Statistiche

### Classifica marcatori
| Gol |  |  | Giocatore        | Squadra           |
| --- |  |  | ---------------- | ----------------- |
| 17  |  |  | Nemanja Bilbija  | Zrinjski Mostar   |
| 15  |  |  | Stojan Vranješ   | Borac Banja Luka  |
| 12  |  |  | Goran Zakarić    | Borac Banja Luka  |
| 11  |  |  | Obren Cvijanović | Velež Mostar      |
| 10  |  |  | Matthias Fanimo  | Sarajevo          |
| 10  |  |  | Benjamin Tatar   | Sarajevo          |
| 9   |  |  | Nedim Hadžić     | Mladost D. Kakanj |
| 9   |  |  | Stipe Jurić      | Siroki Brijeg     |
| 9   |  |  | Fejsal Mulić     | Velež Mostar      |
| 8   |  |  | Luka Juričić     | Željezničar       |
| 8   |  |  | Jovo Lukić       | Borac Banja Luka  |
| 8   |  |  | Semir Štilić     | Željezničar       |